# Sin Dómoto kjódai
Sin Dómoto kjódai (新堂本兄弟; Hepburn: Shin Domoto Kyodai, ’Új Dómoto testvérek’) japán zenei műsor, amely 2001. április 8-án mutatkozott be a Fuji TV műsorkínálatában. A sorozat a 2004. október 17-ig Dómoto kjódai néven futott, elődje a Love Love aisiteru.

## Műsorvezetők
Állandó
Dómoto Szuszumu (bátyó) (堂本進（兄）) – Dómoto Cujosi
1978. április 11-én született Akitában. Kedvenc zenésze Bob Dylan.
Dómoto Ajumu (öcsi) (堂本歩（弟）) – Dómoto Kóicsi
1979. január 1-jén született Ivatéban. Kedvenc zenésze James Brown.
2000 decemberében a KinKi Kids két tagja megalapította a Dómoto kjódai (本兄弟; Hepburn: Domoto Kyodai, ’Dómoto testvérek’) nevű felállását, azzal a kitalált háttértörténettel, hogy féltestvérek egyazon apától. A történet szerint apjuk Dómoto Takura, míg édesanyjuk Dómoto Mijoko, illetve Dómoto Aiko. Később az egész háttértörténetet elvetették.

### Domoto Brothers Band
A Domoto Brothers Band a műsor háttérzenekara, hivatalos nevük DOMOTO MUSIC BROS. BAND vagy DMBB, illetve korábban Dómoto kjódai to ju kaina nakamatacsi (堂本兄弟とゆかいな仲間たち, ’Dómoto testvérek és kellemes barátaik’). A zenekar bizonyos tagjai a műsor beszélgetős részeiben is részt vesznek.

#### Jelenlegi tagok
〈Beszélgetés és zene〉
- Dómoto Kóicsi (ének és gitár) (2001. április– )
- Dómoto Cujosi (ének és gitár) (2001. április– )
- Takamizava Tosihiko (gitár, The Alfee) (2003. április– )
- Nisikava Takanori (háttérének) (2011. május– )
- Takahasi Minami (háttérének, AKB48) (2011. május– )
- Takeda Sindzsi (szaxofon) (2006. április– ) ※Csak alkalmanként van jelen
- Makihara Norijuki (háttérének) (2011. május– ) ※2013 áprilisában csak alkalmanként volt jelen
- Daigo (háttérének, Breakerz) (2012. április– ) ※2013 áprilisában csak alkalmanként volt jelen
- Darvish Kenji (háttérének, Golden Bomber) (2013. április– ) ※Kezdetben csak a beszélgetésekben vett részt

〈csak zene〉
Rendszeres tagok
- Josida Ken (basszusgitár, zenei producer) (2003. április– )
- Cucsija Kóhei (gitár, ex-The Street Sliders) (2001. április– ) ※2001 áprilisa és 2003 áprilisa között a beszélgetésekben is részt vett
- Jasiki Góta (dobok) (2006. április– )
- Aszakura Daiszuke (billentyűsök, Access) (2006. április– ) ※2006 áprilisában a beszélgetésekben is részt vett
- Hanai Juki (hegedű) (2011. július– )
- Mijamoto Emiri (hegedű) (2013. április– )
- Yukarie (szaxofon) (2013. április– )
- Sisido Kavka (dobok) (2013. április– )
- Tomomi (basszusgitár, Scandal) (2014. április– )

Support tagok
Szabálytalan rendszerességgel részt vevő tagok.
- Paul Gilbert (gitár, Racer X, ex-Mr. Big)
- Szakazaki Kónoszuke (akusztikus gitár, The Alfee)
- Takebe Szatosi (billentyűsök)
- Sankon Jr. (dobok, Ulfuls)
- Muraisi Maszajuki (dobok)
- Soul Toul (dobok)
- Tomita Kjóko (dobok, ex-Princess Princess)
- Macuda Hirosi (dobok, Southern All Stars)
- Kató Izumi (háttérének)
- Sinohara Tomoe (háttérének)
- Enari Kazuki (billentyűsök)　※2002 májusa és 2006 márciusa között a beszélgetésekben is részt vett

#### Korábbi tagok
〈Beszélgetés és zene〉
- Gackt (ének és zongora, ex-Malice Mizer) (2001. április–2003. március)
- Onda Josihito (ének és basszusgitár, ex-Judy and Mary)
- Sinja (ének és dobok, Luna Sea)
- Makoto (dobok és tambura, Sharam Q)
- Noisy (basszusgitár, Dubstar-3 és ex-Sex Machineguns)
- To-Bu (dobok, The Scanty)
- Yura-szama (dobok, Psycho le Cemu)
- Shakan’Bass (basszusgitár, ex-Manami 25)
- Dódzsima Kóhei (gitár) (2002. április–2003. március)
- Kindzsó Ajano (zongora, Kiroro) (2002. november–2005. augusztus)
- Josimura Jumi (háttérének, Puffy) (2003. április–2006. március)
- Bro.Tom (háttérének) (2003. április–2011. április)
- Miyavi (gitár) (2004 októberében vendégzenész)
- Kimura Kaela (háttérének) (2004 novemberében és decemberében vendégzenész)
- Uehara Nami (háttérének) (2005. február–szeptember)
- Fukada Kjóko (zongora) (2005. október–2011. április)
- Kahala Tomomi (háttérének) (2005. október–2007. június)
- Yucali (háttérének, Halcali) (2005. október–2011. április)
- Halca (háttérének, Halcali) (2011. január–április)

〈csak zene〉
- Hibari (háttérének) (2004 decemberében vendégzenész)
- Murakami „Ponta” Súicsi (dobok)
- Urasima Rinko (háttérének, ex-Funk the Peanuts) (2005. október– )
- SunMin (háttérének) (2007. február–2008. december)
- Fudzsita Majumi (háttérének)
- Tokie (basszusgitár, ex-Rize) (2013. április–2014. március)